# 紐卡索市圖書館
紐卡索市圖書館（英語：Newcastle City Library）是位於英國泰恩河畔紐卡索市中心的圖書館，目前是該市主要的公共圖書館。圖書館建築又名查爾斯·阿維森大樓，以18世紀的紐卡斯爾作曲家查爾斯·阿維森命名。

## 歷史
圖書館建築於2009年3月3日竣工，同年6月7日正式開館，建築的主要特徵是一個長型的『玻璃盒子』，形成了鋼框架結構的東側。

## 外部連結
- City Library (Libraries in Newcastle) （页面存档备份，存于） on Newcastle Council website